# لیدیتسه
لیدیتسه (به لاتین: Lidice) یک روستا در جمهوری چک است که در شهرستان کلادنو واقع شده‌است. این شهر در ۲۲ کیلومتری شمال‌غربی پراگ قرار دارد و در نزدیکی روستای ویران‌شده دیگری به همین نام بنا شده‌است. روستای قدیمی لیدیتسه در ۱۰ ژوئن ۱۹۴۲ به دستور آدولف هیتلر و هاینریش هیملر پس از ترور راینهارت هایدریش در عملیات انتروپوید و به تلافی آن ویران شد.

## تاریخچه
چند روز بعد از مرگ هایدریش، روستای لیدیتسه توسط سربازان آلمان نازی محاصره شد. تمام مردان بالای پانزده سال که تعداد آنها به ۱۷۳ نفر می‌رسید را در یک مزرعه جمع کردند و در گروه‌های ده نفره تیرباران کردند. در محلی که این تیرباران انجام شد، به یاد قربانیان، صلیبی با حلقه‌ای از سیم خاردار قرار گرفته‌است.
زنان و کودکان را از هم جدا کردند. زنان را به اردوگاه‌های کار اجباری فرستادند و بیشتر کودکان در اتاق‌های گاز جان خود را از دست دادند. به یاد کودکان لیدیتسه، کودکانی که هیچ‌گاه به روستای خود بازنگشتند، مجسمه‌های یادبودی ساخته شده‌است. این مجسمه‌ها که توسط ماریه اوچیتیلووا (Marie Uchytilová) ساخته شده، ۴۲ دختربچه و ۴۰ پسربچه را نشان می‌دهند که تابستان همان سال در اتاق‌های گاز کشته شدند.
از روستای لیدیتسه تنها چند دیوار آجری باقی مانده‌است.
لوران بینه رمان‌نویس، جزییات این ویرانی را چنین توصیف می‌کند:
"ساکنان لیدیتسه، که چرتشان پاره شده‌است، هیچ نمی‌دانند چه بر سرشان آمده‌است، یا دست کم درست نمی‌دانند. آنان را از بسترهایشان بیرون کشیده‌اند، با ضربات قنداق تفنگ از خانه‌هایشان رانده و همگی را در میدان روستا و جلو کلیسا گرد آورده‌اند. نزدیک به پانصد مرد و زن و کودک که شتابان لباس پوشیده اند، هاج و واج و هراسیده، خود را در محاصرهٔ مردان یونیفرم پوش پلیس شهری می‌بینند. آنان هیچ خبر ندارند که این یگان را مشخصاً از شهـر هاله -اندر-زاله راهی لیدینسه کرده‌اند، از زادگاه هایدریش. اما حالا دیگر همگی می‌دانند که فردا هیچ‌کس سر کار نخواهد رفت. آنگاه آلمانی‌ها کاری را آغاز می‌کنند که از آن به بعد به مشغلهٔ محبوبشان بدل می‌شود: آن‌ها شروع می‌کنند به دسته‌بندی افراد. زنان و کودکان را در مدرسه محبوس می‌کنند و مردان را در زیرزمین خانه‌ای روستایی می‌چپانند. انتظار بی پایان روستاییان آغاز می‌شود و اضطرابی همـه گیر چهره‌هایشان را می‌پوشاند. کودکان درون مدرسه می‌گریند. آن بیرون گویی آلمانی‌ها زنجیر پاره کرده‌اند. آنان جنون زده اما با حواس جمع، تمام ساختمان‌های لیدیتسه را به باد یغما و چپاول می‌دهند، تمام نود و سه خانهٔ مسکونی و یک یک عمارتهای عمومی، از جمله کلیسا را. آلمانی‌ها تابلوهای نقاشی و کتاب‌هایی را که به گمان‌شان به کاری نمی‌آیند از پنجره بیرون می‌اندازند و آن‌ها را در میدان‌گاه بار می‌کنند و به آتش می‌کشند. هرچه را هم که سودمند می داننـد برای خود برمی‌دارند، رادیوها و دو چرخه‌ها و چرخ‌های خیاطی … این کار ساعتها طول می‌کشد و در پایان از لیدیتسه جز ویرانه ای برجا نمی‌ماند.
در ساعت پنج صبح، آلمانی‌ها دوباره به سراغ اهالی روستا می‌آیند. مردم به چشم خود می‌بینند که روستایشان زیر و رو شده‌است. پلیس‌ها فریادزنان به هر سو می‌دوند و هرچه را که می‌شود با خود برد غارت می‌کنند. زنان و کودکان را در کامیون‌هایی می‌اندازند که به کلادنو، شهر همسایه می‌روند. برای زنان این آغاز راهی است که به اردوگاه مرگ راونسبروک می‌انجامد. مأموران کودکان را از مادرانشان جدا می‌کنند تا در اردوگاه خومنو آنها را در اتاق گاز از میان ببرند، البته به جز تعداد انگشت شماری از کودکان که مستعد ژرمنی شدن ارزیابی می‌شوند و خانواده‌های آلمانی آنها را به فرزندی خواهند پذیرفت. مردان را جلو دیواری به صف می‌کنند که تشک‌ها را پای آن کپه کرده‌اند. جوان ترینشان پانزده و سالمندترینشان هشتاد و چهار سال دارد. آلمانی‌ها پنج نفر از آنان را به خط میک‌نند و به گلوله می‌بندند. بعد نوبت پنج نفر بعدی می‌رسد و سپس پنج نفر دیگر. تشکها را پشت سر قربانیان گذاشته‌اند تا گلوله‌ها کمانه نکنند. اما مردان پلیس شهری از تجربهٔ آینزاتس گروپن برخوردار نیستند. در فواصل رگبارها، کلی طول می‌کشد تا جنازه‌ها را جمع کنند و جوخهٔ آتش تازه ای را شکل بدهند. کشتار پایان ناپذیر می‌نماید. ساعت‌ها می‌گذرند و هرکس نوبت خود را انتظار می‌کشد. برای سرعت بخشیدن به روند کار، تصمیم می‌گیرند ضرباهنگ تیرباران را دوبرابر کنند و اهالی را در صفوف ده نفره از پا درآورند. شهردار شهر که وظیفهٔ شناسایی اهالی، پیش از اعدام را بر عهده دارد، خود جزء آخرین گروه قربانیان است. به کمک او، آلمانی‌ها نه نفر را که اهل آن روستا نیستند کنار می‌گذارند. آن‌ها فقط آمده بودند سری به دوستانشان بزنند و با رسیدن ساعت منع آمد و شد در روستا به دام افتاده بودند. چند نفری هم مهمان یکی از خانواده‌ها شده و می‌خواستند شب را در لیدیتسه بگذرانند. به هر روی، آن‌ها را در پراگ اعدام خواهند کرد. در این میان، نوزده مرد شب‌کار از سر کار خود بازمی‌گردند و روستای خود را ویران می‌بینند. خانواده شان ناپدید شده و جنازهٔ دوستانشان هنوز گرم است. از آن‌جا که آلمانی‌ها هنوز آنجا هستند، بی درنگ آن‌ها را هم تیرباران می‌کنند. مأموران کشتار حتی به سگ‌ها هم رحم نمی‌کنند. اما ماجرا هنوز به پایان نرسیده. هیتلر تصمیم گرفته‌است تمام قهر و غضب خود را بر سر لیدیتسه خالی کند و این روستا را به نماد خشم و انتقامجویی خویش بدل سازد. رایش از یافتن و تنبیه قاتلان هایدریش عاجز بود و سرخوردگی ناشی از این ناتوانی باعث شد جنون نازی از مرزهای پیشین خود نیز فراتر رود. بنا به فرمان پیشوا، لیدیتسه باید به معنای واقعی کلمه از روی نقشه محو شود. نازی‌ها به گورستان هتک حرمت می‌کنند، درختان میوه را از ریشه درمی‌آورند، تمام بناها را در آتش می‌سوزانند و روی زمین نمک می‌پاشند تا اطمینان یابند که از آن پس هیچ گیاهی در آن نخواهد رویید. روستا اکنون به کوره ای دوزخی بدل شده‌است. بولدوزرها در راهند تا خرابه‌ها را هم از روی زمین بخراشند. از لیدیتسه اثری نباید بر جا بماند، حتی جایی که پیش از این روستا در آن استقرار داشت. هیتلر می‌خواهد به مردم جهان نشان دهد که مبارزه طلبی در برابر رایش چه بهایی دارد و لیدیتسه قربانی ای است که باید تقاص پس دهد. با این همه، پیشوا که از مدتها پیش توان ادارهٔ امور را از دست داده‌است، مرتکب اشتباه هولناکی می‌شود. نه او و نه هیچ‌یک از سران نظام نازی به این نکته نیندیشیده اند که پخش داوطلبانهٔ خبر ویرانی لیدیتسه چه بازتابی در جهان خواهد داشت. تا این زمان نیز نازی‌ها در مخفی کردن جنایات خود جدیت به خرج نداده اند اما کم و بیش کوشیده‌اند ظاهر را حفظ کنند و این کار باعث شده‌است برخی به رویدادهای قلمرو رایش و ماهیت راستین آن‌ها دقت چندانی نشان ندهند. اما واقعهٔ لیدیتسه نقاب از چهرهٔ آلمان نازی برانداخت و سرشت این حکومت را پیش چشم جهانیان آشکار ساخت. در روزهای آینده، هیتلر این نکته را در خواهد یافت. این بار دیگر مأموران اس اس نیستند که از کوره در می‌روند، بلکه پدیده ای به خشم می‌آید که پیشوا بر آن تسلط مطلقی ندارد: افکار عمومی. نشریات شوروی اعلام می‌کنند که از این پس رزمندگان حین نبرد نام لیدیتسه را بر لب دارند. و حق هم با آنان است. در انگلستان، معدنچیان پویشی برای گردآوری اعانه به راه می‌اندازند، با هدف بازستزی روستا در آینده. آن‌ها برای خود شعاری نیز می‌یابند که در سراسر جهان بازتاب می‌یابد: «لیدیتسه زنده خواهد ماند.»
در ایالات متحده، مکزیک، کوبا، ونزوئلا، اروگونه و برزیل، نام میدان‌ها و محله‌ها و حتی روستاهایی را به لیدیتسه تغییر می‌دهند. مصر و هند همبستگی خود را رسماً ابراز می‌کنند. نویسندگان، آهنگسازان، سینماگران و نمایشنامه نویسان در آثار خود به ستایش از لیدیتسه می‌پردازند. روزنامه‌ها و مجله‌ها و شبکه‌های رادیویی و تلویزیونی اخبار لیدیتسه را پوشش می‌دهند. در واشینگتن، فرمانده نیروی دریای اعلام می‌کند: «اگر نسل‌های آینده از ما بپرسند چرا در این جنگ شرکت کرده‌ایم، داستان لیدیتسه را برایشان روایت خواهیم کرد.» بر بمب‌هایی که از آسمان شهرهای آلمان فرو می‌بارند با قلم مو نام روستای شهید را نوشته‌اند. در شرق نیز سربازان شوروی عبارات مشابه‌ای را روی لوله تانک‌های تی ۳۴ می‌نویسند. باری، هیتلر با ویران کردن لیدیتسه واکنشی نشان داده‌است که بیش تر به رفتار یک وحشی روان پریش می‌ماند (و مگر او چیزی غیر از این است؟) تا رهبر یک حکومت (البته این عنوان هم دربارهٔ او صدق می‌کند). به دنبال چنین اقدامی، پیشوا سهمگین‌ترین شکست خود را تجربه می‌کند، آن هم در عرصه‌ای که به گمان خود در آن استاد است. در پایان آن ماه، وی در کارزار بین‌المللی تبلیغات شکست خورد، شکستی جبران ناپذیر."

## خصوصیات
لیدیتسه ۴۳۵ نفر جمعیت دارد.

## خواهرخوانده
شهر کاونتری خواهرخواندهٔ لیدیتسه هست.